# 市川義美
市川 義美（いちかわ よしみ、1936年8月28日 - ）は、日本の実業家、馬主。
大阪府大阪市に本社を置く、高級腕時計・宝石の販売を手がける株式会社ピサ・ダイヤモンドの代表取締役会長などを務める。

## 馬主活動

市川の勝負服

日本中央競馬会に登録されている馬主でもあり、現在阪神馬主協会の常務理事を務める。勝負服の柄は白、青縦縞、赤袖青一本輪。冠名は「ピサ」、「ピサノ」、「バアゼル」を用いるが、使用しない所有馬もいる。なお、これらの冠名は自社の会社名から取ったものだが、元々は「ピサ」「ピサノ」は取引先の宝飾卸店の名前、「バアゼル」はスイスのバーゼル市（毎年3月に宝飾と時計の見本市が開催される）に由来しているという。
2023年1月28日の出走をもって登録を抹消したプラソンを最後に個人名義の所有馬がいなくなり、現在は法人名義の「市川義美ホールディングス株式会社」として競走馬を所有している。

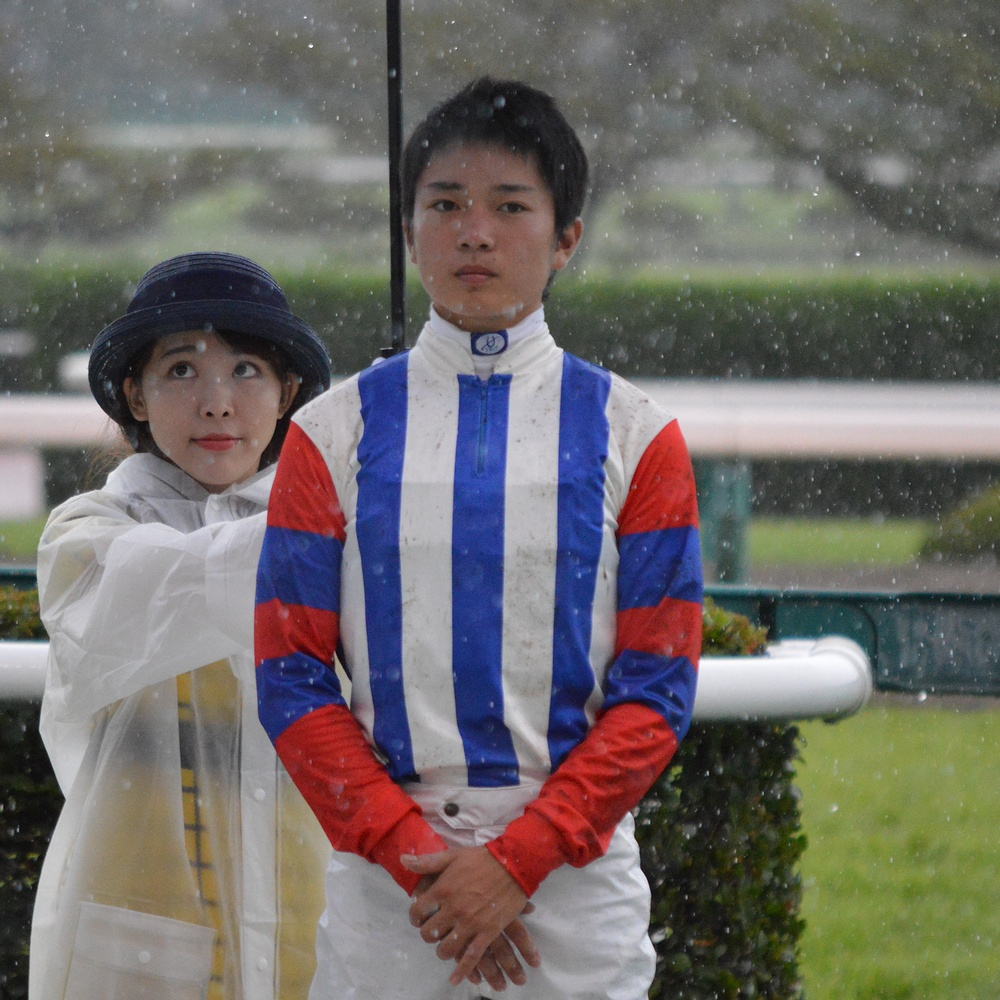
市川義美ホールディングスの勝負服を着用した川又賢治

### 来歴
- 1989年 - 馬主資格取得。
- 1996年 - シャイニンレーサーがマーメイドステークスを制し、所有馬が重賞初勝利を挙げた。
- 2010年 - ヴィクトワールピサが皐月賞を制し、所有馬がGI初勝利を挙げた。更に同馬は暮れの有馬記念を制覇。
- 2011年 - ヴィクトワールピサがドバイワールドカップを日本馬として初制覇。

### 藤田伸二と市川
JRA騎手藤田伸二が自身の結婚10周年を機に、藤田の妻向けにピサ・ダイヤモンドに20-30万円相当のダイヤモンドを注文した際に、市川は藤田の注文した価値以上のダイヤモンド（約100万円相当）を作成し、なおかつ藤田に対してダイヤモンドの値段の支払を全額免除した。これに藤田は「（妻宛に）注文したものなので無料で受け取る訳には…」と恐縮したものの、市川は恩返しの意味で「藤田君、うちの馬にいつも乗ってくれている御礼です。今後ともうちの馬に乗って頂くだけで充分ですから」と断り、妻の結婚記念日までにダイヤモンドを進呈した。

## 主な所有馬

### GI級競走優勝馬
- ヴィクトワールピサ（2009年ラジオNIKKEI杯2歳ステークス、2010年皐月賞、有馬記念、弥生賞、東京優駿3着、ジャパンカップ3着、2011年ドバイワールドカップ、中山記念）

### 重賞競走優勝馬
- シャイニンレーサー（1996年マーメイドステークス）
- シャイニンルビー（2002年クイーンカップ、桜花賞3着）
- フェラーリピサ（2007年兵庫チャンピオンシップ、2008年エルムステークス、2009年根岸ステークス、かしわ記念3着）
- オールザットジャズ（2012年福島牝馬ステークス、2013年福島牝馬ステークス）
- デスペラード（2013年ステイヤーズステークス、2014年京都記念、ステイヤーズステークス）
- バアゼルリバー（2012年阪神スプリングジャンプ、中山グランドジャンプ2着、中山大障害2着）
- ピサノエミレーツ（2012年せきれい賞）

### その他の所有馬
- ピサノガルボ（1999年フェニックス賞、小倉2歳ステークス2着）
- プレジオ（2001年共同通信杯2着）
- トレジャー（2001年セントライト記念2着、2002年ダービー卿チャレンジトロフィー2着、2003年都大路ステークス、2004年目黒記念2着）
- ピサノクウカイ（2004年プリンシパルステークス）
- エルノヴァ（2004年エリザベス女王杯3着、クイーンステークス2着、2005年ステイヤーズステークス2着、オールカマー3着）
- ピサノパテック（2009年UHB杯）

### 市川義美ホールディングス名義の所有馬
- ムイトオブリガード（2018年アルゼンチン共和国杯）
- ベステンダンク（2018年米子ステークス、2020年都大路ステークス）